# Сорива (Белуно)
Сорива (итал. Sorriva) је насеље у Италији у округу Белуно, региону Венето.
Према процени из 2011. у насељу је живело 367 становника. Насеље се налази на надморској висини од 583 м.